# سفارت ارمنستان در کی‌یف
سفارت ارمنستان در کی‌یف (ارمنی: Ուկրաինայում Հայաստանի դեսպանություն؛ اوکراینی: Посольство Вірменії в Україні)، نمایندگی دیپلماتیک جمهوری ارمنستان در کی‌یف پایتخت اوکراین می‌باشد که در شماره ۴۵ خیابان وُلودیمیرسکا، در منطقهٔ، کی‌بف واقع شده‌است. روابط دیپلماتیک بین دو کشور (en) در ۲۵ دسامبر ۱۹۹۱ برقرار شده‌است. هم‌اکنون تیگران سیرانیان سفیر جمهوری ارمنستان در کی‌یف می‌باشد.

## اطلاعات
- آدرس: ۰۱۹۰۱, Київ, вул. Володимирська,۴۵
- تلفن: +۳۸۰-۴۴-۲۳۴-۹۰۰۵

## فهرست سفیران
- تیگران سیرانیان (-۲۰۲۱)
- آندرانیک مانوکیان (۲۰۱۰-?)